# 東日本方言
東日本方言（ひがしにほんほうげん）または東部方言（とうぶほうげん）とは、東日本で話される日本語の方言の総称。西日本方言・九州方言とともに日本語本土方言を構成する。

## 下位方言
都竹通年雄は、東日本方言を次のように分けた。
- 北奥羽方言（北海道含む）
- 南奥羽方言（東関東含む）
- 西関東方言
- 八丈方言
- 越後方言
- 長野・山梨・静岡方言

また、東条操は、岐阜・愛知方言も東日本方言に含め、次のように細分化した。
- 北海道方言
- 東北方言
  - 北奥羽方言
  - 南奥羽方言
- 関東方言
  - 東関東方言
  - 西関東方言
- 東海東山方言
  - 越後方言
  - 長野・山梨・静岡方言（ナヤシ方言）
  - 岐阜・愛知方言（ギア方言）
- 八丈方言

一方、平山輝男は、八丈方言は本土の他方言との違いが大きいと見て、東日本方言とは別に本土方言の中の独立した方言とした。
また、奥村三雄は主に音韻体系とアクセントの違いから東日本方言を
- 北奥羽方言、南奥羽方言、東関東方言
- 越後方言、西関東方言、長野・山梨・静岡方言、岐阜・愛知方言

に二分した。
なお、北陸方言は西日本方言に属するが、発音は東北方言に似た面もある。

## 発音
- 多くの方言で母音の無声化が見られ、母音よりも子音重視の方言である。後述するような、ウ音便を使わないことや「じゃ」ではなく「だ」を用いることも、子音重視の傾向が反映しているという[2]。
- 母音 /u/ を円唇母音として発音することは少ない。東北では [ɯ̈]、中部では [ɯ]。
- 連母音の融合が見られる。
- アクセントは北海道・北奥羽・西関東・東海東山で東京式アクセント、南奥羽・東関東などでは無アクセントとなる。

## 文法
- 動詞の一段活用・サ変活用の命令形語尾に「よ」でなく「ろ」を用いる。「ろ」は万葉集の東歌にも現れ、上代語から続く特徴である。
- 否定の助動詞として「ぬ・ん」でなく「ない」を用いる（あるいは「ねえ」も用いることがある）。「ない」は同じく東歌に現れる「なふ」に由来する可能性があるが、異論もある[3]。過去否定も「なかった」「ないかった」を用いる（東北では「ねえがった」、「ねがった」を用いることがある）。
- 動詞・形容詞の連用形におけるウ音便がない。すなわち、形容詞の連用形は原型を用い（「高う」ではなく「高く」）、ワ行五段動詞の連用形音便は促音便（「貰うて」ではなく「貰って」）である。
- 断定に「じゃ」でなく「だ」を用いる（この違いは室町時代に遡る）。
- 推量・意志・勧誘の助動詞として、東北・関東の広い範囲で「べ（ー）」（古語「べし」に由来）が用いられる。ナヤシ方言では「未然形＋ず・す」（古語の「むず」に由来）や「終止形＋ら・ずら・だら・だらず」が用いられる。
- 人や動物の存在を「おる」でなく「いる」で表現する。進行形などを表す補助動詞も「て（い）る」。
- 結果態と継続態の区別を持たない[4]。
- サ行イ音便がない[4]。

## 西日本方言との関係
- 東海東山方言は文法において西日本方言との遷移地帯のため、上記の文法性質が当てはまらないものも多い。特にギア方言は文法や語彙の面から西日本方言に含む場合もある。
- 山陰方言（東山陰方言および出雲式方言）では断定助動詞の「だ」、ワ行五段活用動詞連用形の促音便「カッタ（買った）」など、東日本方言と共通する要素がいくつかみられる。
- 出雲式方言や北陸方言は裏日本方言の音韻体系を持っており、これは東北方言と共通する。
- 文法上の東日本固有の主要な要素は否定助動詞「ない」及び「ねえ」と推量・意志・勧誘の助動詞「べ（ー）」（関東・東北）のみである。断定の「だ」とワ行五段動詞促音便は山陰に、形容詞連用形のク接続は琉球方言にみられ、「むず」や「らむ」が変化した推量・意志・勧誘の「終止形＋ら・ずら・だら・だらず」「未然形＋ず・す」についても山陰で「だら」があり、出雲市に「だらじ」がわずかに見られる[5][6]。

## 歴史
日本語は上代から近世にかけての中央語である近畿方言を中心にして発展したとされる（方言周圏論も参照）。上代東国方言では中央語と異なる多くの言語現象があり、その一部（命令形「-ろ」など）はそのまま現代まで引き継がれたが、多くは中央語からの同化作用を受けた。金田一春彦は、現代東日本方言は平安時代以降の近畿方言から分岐したもので、八丈方言が上代東国方言の直接の子孫にあたるとしている。また歴史的な背景から、東京方言は語法・語彙・発音に非東日本的な要素もみられ、特に敬語体系などにおいて関西方言との共通性が大きい。